# Comet (rzeka w Queenslandzie)
Comet – rzeka w Queenslandzie w Australii. Razem z rzeką Nogoa tworzą Mackenzie. Powierzchnia zlewni: 17 274,9 km². Od rzeki wzięła nazwę miejscowość Comet.
Nazwę rzece nadał podróżnik Ludwig Leichhardt w związku z kometą, która była wówczas widoczna na niebie. Leichhardt i jego wyprawa dotarli do miejsca, gdzie Comet i Nogoa łączą się, tworząc Mackenzie, 5 marca 1847. W pobliżu tego miejsca zakopali pojemnik z listami, pod drzewem, które oznaczyli napisem „dig”.
Tereny w górnym biegu rzeki zamieszkuje rdzenna ludność posługująca się językiem wadjigu.